# Bothriurus araguayae
Bothriurus araguayae é uma espécie de escorpião do género Bothriurus, com veneno não ativo no homem. Tem coloração preta, 2 a 3 centímetros no geral e uma cauda grossa, com uma quela relativamente grossa também. Seu [exoesqueleto] pode ser meio avermelhado e é muito brilhante, parecendo molhado ou polido.